# Accidentes de reactores nucleares en Estados Unidos

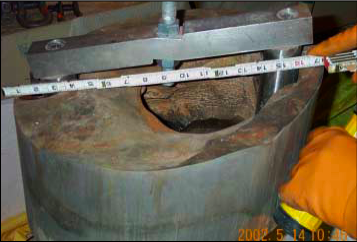
Erosión de la cabeza del reactor de acero al carbono de 6 in, causada por la persistente fuga de agua borada en la Central Nuclear Davis-Besse.

De acuerdo a una encuesta sobre accidentes relacionados con la generación de energía realizada en el 2010, han ocurrido al menos 56 accidentes cerca de reactores nucleares en Estados Unidos (definidos como incidentes que resultaron en la pérdida de vidas humanas o en más de US$50.000 en daños a la propiedad). El más serio de esto fue el accidente de Three Mile Island ocurrido en el año 1979. La central nuclear de Davis-Besse ha sido la fuente de dos de los cinco incidentes nucleares más peligrosos en Estados Unidos desde 1979. Relativamente pocos accidentes han provocado muertes.

## Contexto
A nivel mundial han ocurrido al menos 99 accidentes registrados (civiles y militares) de reactores nucleares desde 1952 a 2009 (definidos como incidentes que resultaron en la pérdida de vidas humanas o en más de US$50.000 de daños a la propiedad, que es la cifra que usa el gobierno federal de Estados Unidos para definir los accidentes graves relacionados con la generación de energía que deben ser informados), totalizando US$20,5 mil millones en daños a la propiedad. Los accidentes fueron fusiones de núcleo, explosiones, incendios y pérdida accidental de refrigerante, y ocurrieron tanto durante la operación normal como en condiciones extremas de emergencia (tales como sequías y terremotos). Los costos de los daños a la propiedad incluyen destrucción de la propiedad, respuestas a la emergencia, reparaciones ambientales, evacuación, producción perdida, multas y reparaciones legales. Debido a que los reactores nucleares son grandes y complejos los accidentes en tales sitios tienden a ser relativamente caros.
Al menos 56 accidentes de reactores nucleares han ocurrido en Estados Unidos. Relativamente pocos accidentes han involucrado a víctimas fatales. El accidente en Estados Unidos más serio fue el de Three Mile Island ocurrido en el año 1979. De acuerdo a la Comisión Reguladora Nuclear, la central Davis-Besse ha sido la fuente de dos de los cinco incidentes más peligrosos en Estados Unidos desde el año 1979.
La Oficina de Contraloría General de Estados Unidos informó de más de 150 incidentes entre el año 2001 y el año 2006 únicamente de centrales nucleares que no aplicaban parámetros de seguridad aceptables. En el año 2006, dijo: "Desde el año 2001, el ROP ha resultado en más de 4.000 hallazgos de inspecciones respecto a fallas del operador de la central nuclear en cumplir completamente con las regulaciones de la NRC y de los estándares de la industria para una operación segura de una central, y la NRC ha sometido a más del 79 centrales (75%) de las 103 centrales en operación para aumentar la supervisión para varios periodos". El 71% de todos los principales accidentes nucleares, incluyendo fusiones de núcleo, explosiones, incendios y pérdida accidental de refrigerante, ocurrieron en Estados Unidos, y ellos sucedieron tanto durante operaciones normales así como en situaciones de emergencia tales como inundaciones, sequías y terremotos.

## Historia
La Ley sobre Energía Nuclear de 1954 alentaba a las corporaciones privadas en Estados Unidos a construir reactores nucleares y se produjo una significativa fase de aprendizaje con muchos fusiones de núcleo parciales iniciales en reactores experimentales e instalaciones de investigación. Esto llevó a la introducción del Acta Price-Anderson en 1957, que fue una admisión implícita de que la energía nuclear acarreaba riesgos que los fabricantes no estaban deseosos de asumir sin el respaldo federal.
Los accidentes de reactores nucleares continuaron en la década de 1960 cuando un pequeño reactor de pruebas explotó en las instalaciones de Stationary Low-Power Reactor Number One (en castellano: Reactor Estacionario de Baja Potencia Número Uno) en Idaho Falls en enero de 1961 resultando en tres muertes, las que fueron las primeras víctimas mortales en la historia de las operaciones de reactores nucleares en Estados Unidos. También se produjo un derretimiento parcial en la Enrico Fermi Nuclear Generating Station (en castellano: Estación Generadora Nuclear Enrico Fermi) en Michigan en 1966.
El gran tamaño de los reactores nucleares ordenados durante el final de la década de 1960 hizo surgir nuevas preguntas sobre la seguridad de estos y creó temores de que un grave accidente de reactor liberaría grandes cantidades de radiación hacia el ambiente. A principios de la década de 1970, se realizó la cobertura de un debate altamente contencioso sobre el desempeño de los sistemas de emergencia para la refrigeración del núcleo en las centrales nucleares para prevenir una fusión del mismo lo que podría llevar a un evento conocido como  Síndrome de China, en revistas técnicas y en medios de comunicación en masa.
En 1976, cuatro ingenieros nucleares -- tres de General Electric y uno de la Comisión Reguladora Nuclear -- renunciaron a sus puestos, diciendo que la energía nuclear no era tan segura como su superiores estaban declarando. Estos hombres eran ingenieros que habían pasado la mayor parte de su vida laboral construyendo reactores, y ellos testificaron ante el Joint Committee on Atomic Energy (en castellano: Comité Conjunto sobre la Energía Atómica) que:

el efecto acumulativo de todos los defectos y deficiencias en el diseño, construcción y operaciones de las centrales nucleares hacen que un accidente en un central nuclear, en nuestra opinión, sea un evento cierto. Las únicas preguntas son cuándo y dónde.

## El accidente de Three Mile Island

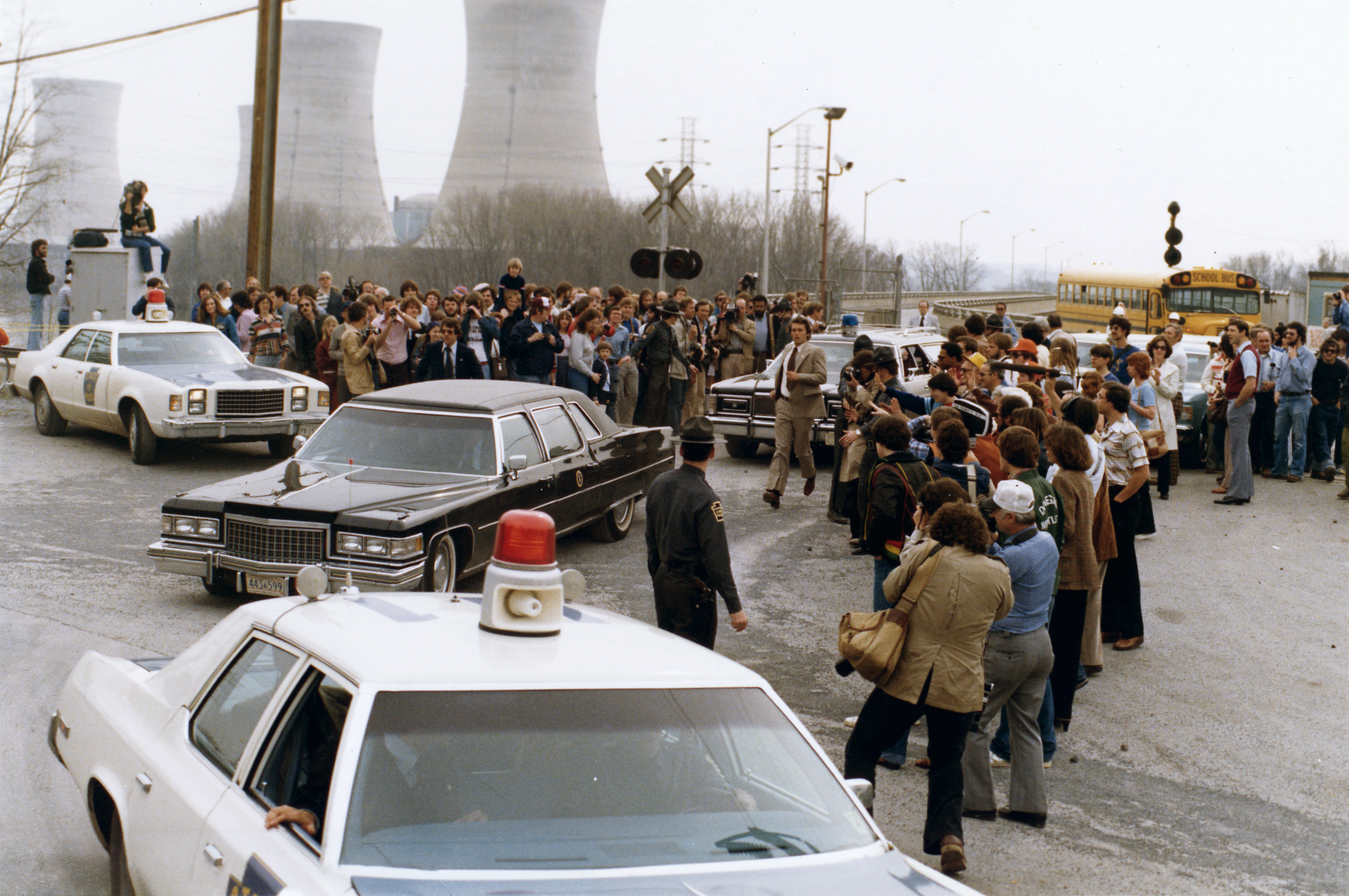
El presidente Jimmy Carter deja Three Mile Island con destino a Middletown, Pensilvania, 1 de abril de 1979.

El 28 de marzo de 1978, fallos de los equipos y errores de los operadores contribuyeron a la pérdida accidental de refrigerante y al derretimiento parcial del núcleo de la unidad 2 del reactor de agua a presión en la Central Nuclear de Three Mile Island en Pensilvania. El alcance y la complejidad de este accidente de reactor se hizo clara en el curso de los siguientes cinco días, en la medida de que varias agencias a nivel local, estatal y federal trataban de resolver el problema y decidir si el accidente en desarrollo requería una evacuación de emergencia y si eso era así de qué magnitud.
La World Nuclear Association (en castellano: Asociación mundial nuclear) declaró que la limpieza del sistema de reactor nuclear dañado en TMI-2 tomaría cerca de 12 años y costaría aproximadamente US$973 millones. Benjamin K. Sovacool, en su evaluación preliminar de accidentes graves relacionados con la generación de energía del año 2007, estimó que el accidente de TMI causó un total de US$2,4 mil millones en daños a la propiedad. Los efectos sobre la salud provocados por el accidente de Three Mile Island son ampliamente, pero no universalmente, concordados que fueron de muy bajo nivel.
El accidente de TMI forzó mejoras reguladoras y operacionales en una industria reacia a realizarlos, pero además incrementó la oposición a la energía nuclear. El accidente provocó protestas alrededor del mundo.

## Lista de accidentes e incidentes
Información adicional: Seguridad nuclear en Estados Unidos
| Fecha                    | Localización                       | Descripción | Víctimas fatales | Costo (en millones de US$ de 2006) | Clasificación INES |
| ------------------------ | ---------------------------------- | --- | ---------------- | ---------------------------------- | ------------------ |
| 29 de noviembre de 1955  | Idaho Falls, Idaho, Estados Unidos | Excursión de potencia con fusión parcial de núcleo en el Reactor Experimental Reproductor I (en inglés: Experimental Breeder Reactor I, E_BR-I) de la Planta Nacional de Pruebas de Reactores | 0                | 5                                  |                    |
| 26 de julio de 1959      | Simi Valley, California            | Derretimiento parcial del núcleo en el Experimento del Reactor de Sodio en el Santa Susana Field Laboratory                                                                                   | 0                | 32                                 |                    |
| 3 de enero de 1961       | Idaho Falls, Idaho                 | Explosión en el Reactor estacionario de baja potencia número uno de la Estación Nacional de Pruebas de Reactores                                                                              | 3                | 22                                 |                    |
| 5 de octubre de 1966     | Monroe, Míchigan                   | Malfuncionamiento del sistema de refrigeración de sodio en el reactor reproductor de demostración Enrico Fermi que causó un derretimiento parcial del núcleo                                  | 0                | 19                                 |                    |
| 16 de julio de 1971      | Cordova, Illinois                  | Un electricista es electrocutado por un cable energizado en la Unidad 1 del reactor Quad Cities, río Misisipi                                                                                 | 1                | 1                                  |                    |
| 11 de agosto de 1973     | Palisades, Míchigan                | Una fuga en el generador de vapor causa un apagado manual del reactor de agua presurizada | 0                | 10                                 |                    |
| 22 de marzo de 1975      | Browns Ferry, Alabama              | Un incendio dura siete horas y daña mása de 1600 cables de control de tres reactores nucleares en Browns Ferry, desconectando los sistemas de refrigeración de los núcleos                    | 0                | 240                                |                    |
| 5 de noviembre de 1975   | Brownsville, Nebraska              | Una explosión de gas de hidrógeno daña las instalaciones de la central nuclear de Cooper, que usa un reactor de agua en ebullición, y a un edificio auxiliar                                  | 0                | 13                                 |                    |
| 10 de junio de 1977      | Waterford, Connecticut             | Una explosión de gas de hidrógeno daña tres edificios y obliga a apagar el reactor de agua en ebullición de Millstone-1                                                                       | 0                | 15                                 |                    |
| 4 de febrero de 1979     | Surry, Virginia                    | La unidad 2 de Surry es apagada como respuesta a unos tube bundles fallados en los generados de vapor                                                                                         | 0                | 12                                 |                    |
| 28 de marzo de 1979      | Middletown, Pensilvania            | Una pérdida de refrigerante y una derretimiento parcial del núcleo, ver accidente de Three Mile Island y efectos sobre la salud del accidente de Three Mile Island                            | 0                | 2400                               |                    |
| 22 de noviembre de 1980  | San Clemente, California           | Un trabajador que se encontraba limpiando cubículos de interruptores en el reacto de agua presurizada de San Onofre contacta una línea energizada y es electrocutado                          | 1                | 1                                  |                    |
| 26 de febrero de 1982    | San Clemente, California           | La Southern California Company apaga la unidad 1 de San Onofre debido a temores por un terremoto                                                                                              | 0                | 1                                  |                    |
| 20 de marzo de 1982      | Lycoming, New York                 | Fallan las tuberías del sistema de recirculación en la Unidad 1 de Nine Mile Point, obligando a un apagado que duró dos años                                                                  | 0                | 45                                 |                    |
| 25 de marzo de 1982      | Buchanan, New York                 | Daños a los tubos del generador de vapor resultan en un apagado de la Unidad 3 de Indian Point Energy Center por más de un año                                                                | 0                | 56                                 |                    |
| 18 de junio de 1982      | Senaca, Carolina del Sur           | La línea de extracción de calor del agua de alimentación falla en el reactor de agua presurizada de Oconee 2, dañando al sistema de refrigeración termal                                      | 0                | 10                                 |                    |
| 12 de febrero de 1983    | Fork River, Nueva Jersey           | La central nuclear de Oyster Creek no pasa una inspección de seguridad, forzando su apagado para reparaciones                                                                                 | 0                | 32                                 |                    |
| 26 de febrero de 1983    | Fort Pierce, Florida               | Daños al escudo termal y al apoyo del core barrel de la Unidad 1 de St Lucie obligan a un apagado que dura 13 meses                                                                           | 0                | 54                                 |                    |
| 15 de septiembre de 1984 | Athens, Alabama                    | Violaciones de seguridad, errores de operación y problemas de diseño obligan a un outage de seis años de la Unidad 2 de Browns Ferry                                                          | 0                | 110                                |                    |
| 9 de marzo de 1985       | Athens, Alabama                    | Un mal funcionamiento de los sistemas de instrumentos durante una partida, lleva a la suspensión de las operaciones en las tres unidades de Browns Ferry                                      | 0                | 1830                               |                    |
| 11 de abril de 1986      | Plymouth, Massachusetts            | Problemas recurrentes en los equipos obligan a un apagado de emergencia de la Central Nuclear de Pilgrim de Boston Edison                                                                     | 0                | 1001                               |                    |
| 31 de marzo de 1987      | Delta, Pensilvania                 | Las unidades 2 y 3 de Peach Bottom son apagadas debido a mal funcionamiento de la refrigeración y problemas inexplicados del equipamiento                                                     | 0                | 400                                |                    |
| 15 de julio de 1987      | Burlington, Kansas                 | Un inspector de seguridad muere electrocutado después de tocar un cable mal etiquetado | 1                | 1                                  |                    |
| 19 de diciembre de 1987  | Lycoming, New York                 | Mal funcionamientos obligan a la Niagara Mohawk Power Corporation a apagar la unidad 1 de Nine Mile Point                                                                                     | 0                | 150                                |                    |
| 29 de marzo de 1988      | Burlington, Kansas                 | Un trabajador se cae en una unmarked manhole sin marcar y se electrocuta cuando trata de escapar                                                                                              | 1                | 1                                  |                    |
| 10 de septiembre de 1988 | Surry, Virginia                    | Un sello de una cavidad de reabastecimiento de combustible falla y destruye un sistema interno de tuberías en la Unidad 2 de Surry Unit, obligando a un outage de 12 meses                    | 0                | 9                                  |                    |
| 5 de marzo de 1989       | Tonopah, Arizona                   | Válvulas atmosféricas de desahogo fallan en la unidad 1 de Palo Verde, lo que lleva a un incendio en el transformador principal y a un apagado de emergencia                                  | 0                | 14                                 |                    |
| 17 de marzo de 1989      | Lusby, Maryland                    | Inspecciones en las Unidades 1 y 2 de Calvert Cliff revelan grietas en las camisas calefaccionadoras presurizadas, obligan a extensos apagados                                                | 0                | 120                                |                    |
| 17 de noviembre de 1991  | Scriba, New York                   | Problemas de seguridad e incendios obligan a apagar el reactor de Cnetral nuclear de FitzPatrick durante 13 meses                                                                             | 0                | 5                                  |                    |
| 21 de abril de 1992      | Southport, Carolina del Norte      | La NRC obliga a apagar las Unidades 1 y 2 de Central nuclear de Brunswick después de que los generadores diésel de emergencia fallaron                                                        | 0                | 2                                  |                    |
| 3 de febrero de 1993     | Bay City, Texas                    | Las bombas auxiliares de alimentación de agua fallaron en las Unidades 1 y 2 en el South Texas Project, obligando al apagado rápido de ambos reactores                                        | 0                | 3                                  |                    |
| 27 de febrero de 1993    | Buchanan, New York                 | La autoridad de energía de Nueva York apaga la Unidad 3 del Centro de Energía de Indian Point después de que el sistema AMSAC falla                                                           | 0                | 2                                  |                    |
| 2 de marzo de 1993       | Soddy-Daisy, Tennessee, USA        | Fallas de equipos y tuberías rotas causan el apagado de la Unidad 1 de la Central nuclear de Sequoyah                                                                                         | 0                | 3                                  |                    |
| 25 de diciembre de 1993  | Newport, Míchigan                  | La unidad 2 de Fermi es apagada después de que la turbina principal experimentara una falla grave debido a un mantenimiento inapropiado                                                       | 0                | 67                                 |                    |
| 14 de enero de 1995      | Wiscasset, Maine                   | Los tubos del generador de vapor se rompieran inesperadamente en el reactor nuclear de Maine Yankee, obligando a apagar las instalaciones por un año                                          | 0                | 62                                 |                    |
| 16 de mayo de 1995       | Salem, New Jersey                  | Falla de los sistemas de ventilación en las Unidades 1 y 2 de Salem | 0                | 34                                 |                    |
| 20 de febrero de 1996    | Waterford, Connecticut             | Fugas en válvulas pbligan a apagar las Unidades 1 y 2 de la Central nuclear de Millstone, se encuentran múltiples fallas en los equipos                                                       | 0                | 254                                |                    |
| 2 de septiembre de 1996  | Crystal River, Florida             | Mal funcionamiento del equipo de equilibrio de la planta obliga a apagar y hacer extensas reparaciones en la Unidad 3 de Crystal River                                                        | 0                | 384                                |                    |
| 5 de septiembre de 1996  | Clinton, Illinois                  | Fallan las bombas de recirculación del reactor, obligando a aun apagado del reactor de agua en ebullición de Clinto                                                                           | 0                | 38                                 |                    |
| 20 de septiembre de 1996 | Senaca, Illinoi                    | El sistema de servicio de agua falla y resulta en el cierre de las Unidades 1 y 2 de LaSalle por más de dos años                                                                              | 0                | 71                                 |                    |
| 9 de septiembre de 1997  | Bridgman, Míchigan                 | El condensador de hielo de los sistemas de contenimiento fallan en las Unidades 1 y 2 de Cook                                                                                                 | 0                | 11                                 |                    |
| 25 de mayo de 1999       | Waterford, Connecticut             | Fugas de vapor en el calefactor de alimentación de agua causan un apagado manual y daños al anunciador del tablero de control en la Central nuclear de Millstone                              | 0                | 7                                  |                    |
| 29 de septiembre de 1999 | Lower Alloways Creek, New Jersey   | Grave fuga de freon en la central nuclear de Hope Creek causa que un tren chiller de ventilación caiga, liberando gases tóxicos y dañando al sistema de refrigeración                         | 0                | 2                                  |                    |
| 16 de febrero de 2002    | Oak Harbor, Ohio                   | Severa corrosión de las barras de control obliga a un corte de 24 meses del reactor Davis-Besse                                                                                               | 0                | 143                                |                    |
| 15 de enero de 2003      | Bridgman, Míchigan                 | Una falla en el transformador principal en la central nuclear de Donald C. Cook causa un incendio que daña el generador principal y a las turbinas de respaldo                                | 0                | 10                                 |                    |
| 16 de junio de 2005      | Braidwood, Illinois                | En la central nuclear de Braidwood de la empresa Exelon se detecta una fuga de tritio que contaminó los abastecimientos locales de agua                                                       | 0                | 41                                 |                    |
| 4 de agosto de 2005      | Buchanan, New York                 | En la central nuclear de Indian Point de la empresa Entergy se detecta una fuga de tritio y estroncio hacia los lagos subterráneos producida entre 1974 y 2005                                |                  | 30                                 |                    |
| 6 de marzo de 2006       | Erwin, Tennessee                   | La planta de servicios de combustible nuclear derrama 35 litros de uranio altamente enriquecido, lo que obliga a un cierre de meses                                                           | 0                | 98                                 |                    |
| 1 de febrero de 2010     | Vernon, Vermont                    | Tuberías subterráneas deterioradas en la Central Nuclear de Vermont Yankee presentan fugas de tritio radiactivo hacia los abastecimientos de agua subterránea                                 | 0                | 700                                |                    |

## Seguridad nuclear
La seguridad nuclear en Estados Unidos está controlada por leyes federales y es de responsabilidad de la Comisión Reguladora Nuclear (en inglés: Nuclear Regulatory Commission, NRC). La seguridad de las centrales y materiales nucleares controlados por el gobierno de Estados Unidos usados para investigación y producción de armas, así como aquellas usadas para la propulsión nuclear de naves de la Armada no está controlada por la NRC.
Después del desastre nuclear de Fukushima Daiichi, de acuerdo a una encuesta anual de servicios públicos realizada por Black & Veatch que fue hecha después del desastre, del 700 ejecutivos de la industria de servicios públicos eléctricos en Estados Unidos a los que se encuestó, la seguridad nuclear fue su preocupación más seria. Es probable que los requerimientos para el manejo del combustible gastado en el sitio de la central sean incrementados y que los amenazas base de diseño también sean elevadas para las centrales nucleares. Las extensiones de licencias de operación para los reactores existentes encaran un escrutinio adicional, con el resultado de estos dependiendo del grado en que las centrales puedan cumplir con los nuevos requerimientos, y algunas extensiones ya otorgadas para más de las 60 de las 104 centrales ya operando en Estados Unidos pueden ser vueltas a revisar. El almacenamiento en el sitio de la central, la consolidación del almacenamiento de largo plazo y la sepultación geológica profunda del combustible nuclear gastado son temas que probablemente serán revaluados bajo una nueva perspectiva debido a la experiencia de las piscinas de almacenamiento de Fukushima.
En octubre de 2011, la Comisión Reguladora Nuclear instruyó a su personal que ejecutara 7 de las 12 recomendaciones de seguridad propuestas en julio por la fuerza de tareas federal. Las recomendaciones incluyen nuevos estándares apuntados hacía reforzar la habilidad de los operadores para enfrentar una completa pérdida de energía, asegurar que las centrales puedan resistir inundaciones y terremotos, y mejorar las capacidades de respuesta a las emergencias. La completa implementación de los nuevos estándares de seguridad demorará cinco años.

## Nota
- Esta obra contiene una traducción  derivada de «Nuclear reactor accidents in the United States» de Wikipedia en inglés, concretamente de esta versión, publicada por sus editores bajo la Licencia de documentación libre de GNU y la Licencia Creative Commons Atribución-CompartirIgual 4.0 Internacional.

- Datos: Q7068184